# Mischocyttarus flavoscutellatus
Mischocyttarus flavoscutellatus är en getingart som beskrevs av Zikan 1935. Mischocyttarus flavoscutellatus ingår i släktet Mischocyttarus och familjen getingar. Inga underarter finns listade i Catalogue of Life.